# Balașiha
Balașiha (ru. Балашиха) este un oraș din Regiunea Moscova, Federația Rusă și are o populație de 147.909 locuitori.